# Roude Pëtz

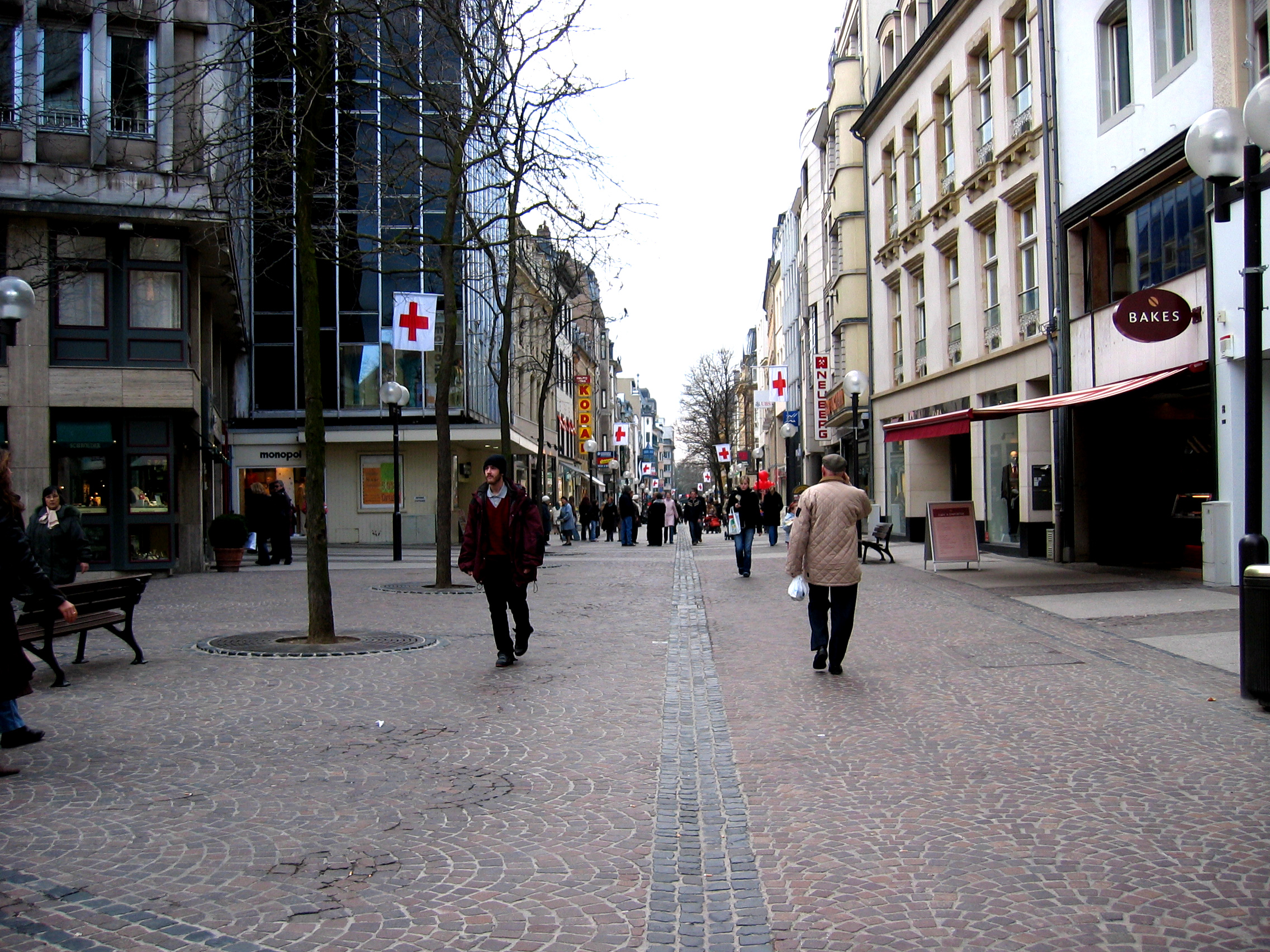
Der Roude Pëtz, Blick gen Westen in die Groussgaass

Der Roude Pëtz (luxemburgisch; frz.: Place du Puits Rouge) ist ein öffentlicher Platz der Stadt Luxemburg. Er liegt in der Luxemburger Oberstadt an der Groussgaass, wo von Südwesten die Rue Genistre mündet. Der Platz, der heute zur weitläufigen innerstädtischen Fußgängerzone gehört, schließt im Osten mit der Rue du Fossé ab. Dieser dreieckige Platz war bis zu Beginn der Neuzeit Gerichtsort.

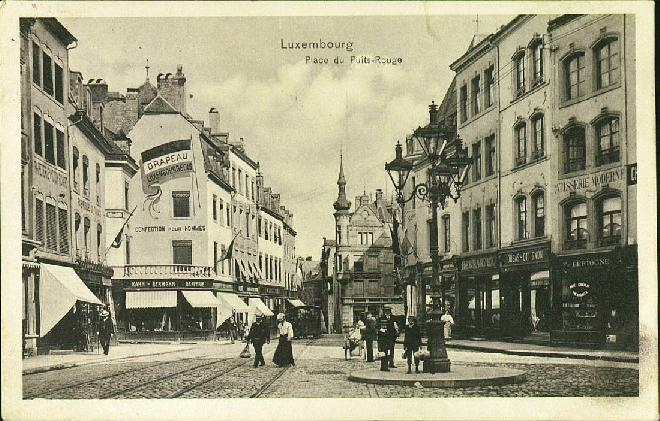
Der Roude Pëtz gegen 1915, Blick gen Osten

Seit 1741 befand sich hier der Rote Brunnen, von dem der Platz seinen Namen bekommen hat und der ausschließlich den Angehörigen der nahen Garnison zur Verfügung stand. Man nimmt an, dass die Bezeichnung Rot von dem roten Brunnenhäuschen stammt, der aus entsprechendfarbigem Sandstein errichtet worden war. Mit dem Bau des Aquatunnels wurden sämtliche Brunnen der Oberstadt geschlossen, das Brunnenhaus abgerissen. Die Steine des Brunnenhauses fanden um 1868 bei der Anlage eines öffentlichen Brunnens im Stadtteil Bonneweg Wiederverwendung. Heute schmückt wieder ein Brunnen die Mitte des „Roten Platzes“, ein Werk des Künstlers Will Lofy, das den Hämmelsmarsch darstellt.
Wichtige säumende Gebäude auf der Nordseite sind das Modegeschäft Maison Moderne (Hausnummer 16), ursprünglich von Georges Traus 1913 errichtet, 1971 nach modernistischen Plänen von Robert Lentz neu erbaut. Das fünfstöckige Gebäude mit Stahlbetonstruktur und Vorhangfassade wurde 2009 umfassend renoviert. Auf der gegenüberliegenden Ecke zur Rue de Fossé liegt die Mohrenapotheke (Pharmacie des Nègres) (Hausnummer 8), deren Hausecke noch immer von einer überlebensgroßen Mohrenskulptur geschmückt ist, auch wenn es sich nicht mehr um die ursprüngliche Arbeit handelt. Bis in die 1950er Jahre war dies eine Fayencearbeit.

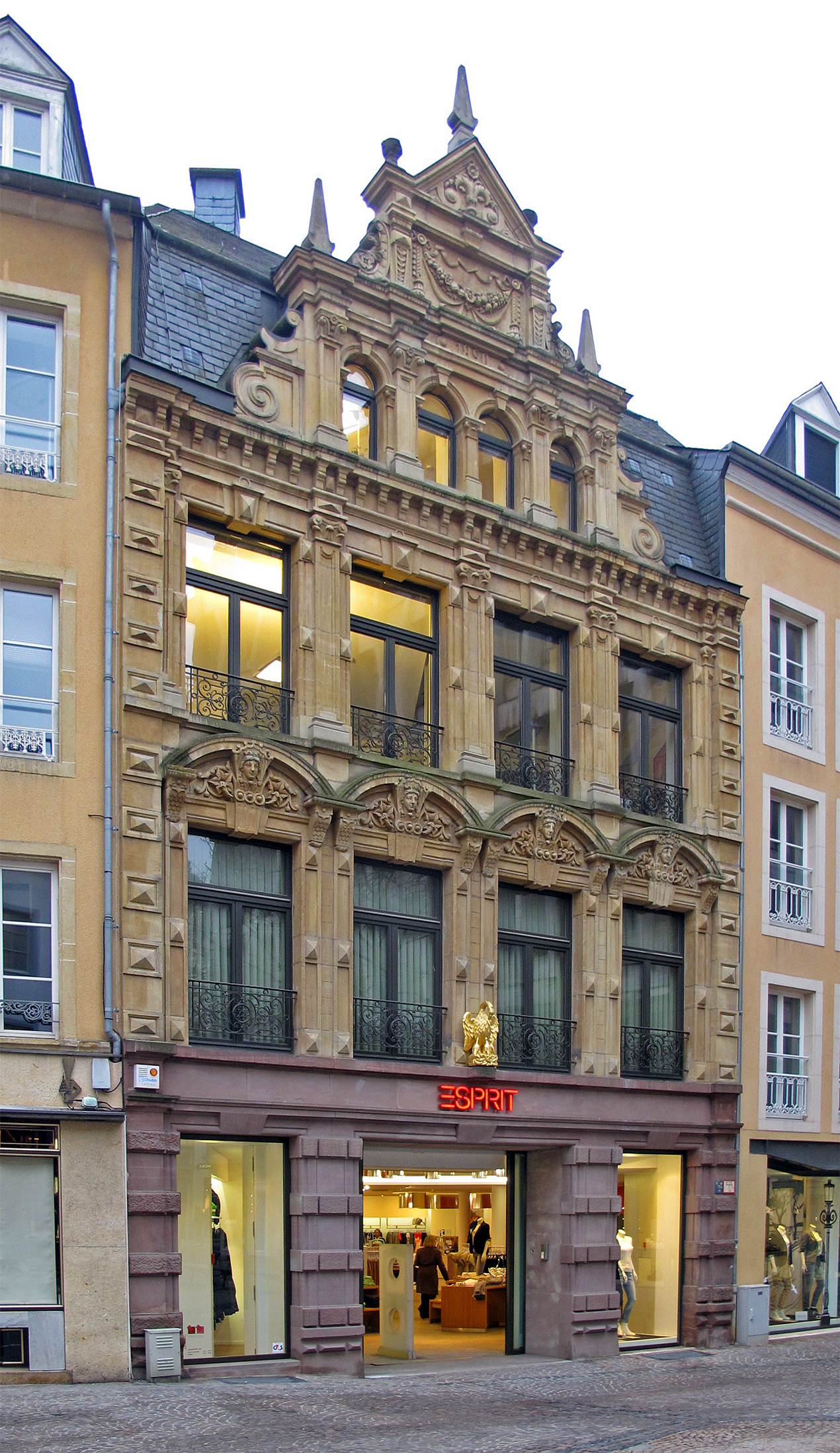
Eckhaus in der Rue de Genistre von 1890

An der Südostecke steht das Gebäude à la Bourse aus dem Jahre 1934, das mit seinen beiden Nachbarhäusern in der Rue du Fossé eine Einheit bildet und in dem Vorhaben gebaut wurde, mit der Verbreiterung der Straße auch bis zum Viadukt (Passerelle) zu führen. À la Bourse mit seinen drei Obergeschossen ist von Neuer Sachlichkeit geprägt. Die dominanten Fensterbänder laufen in großem Radius um die Hausecke. Drei Häuser weiter westlich steht das 1890 erbaute, seit Mai 1978 denkmalgeschützte Haus Nr. 23.